# Thal (Styria)
Thal – gmina targowa w Austrii, na przedmieściach miasta Graz, w kraju związkowym Styria, w powiecie Graz-Umgebung.

## Historia
W Thal urodził się Arnold Schwarzenegger – aktor, kulturysta i polityk.
30 lipca 2011 w domu rodzinnym Schwarzeneggera, z inicjatywy kolegi z klasy i innych,  zostało otwarte Muzeum Arnolda Schwarzeneggera (Schwarzenegger-Museum).